# Евтидем I
Евтидем I (на гръцки: Ευθύδημος Α΄; на латински: Euthydemos I.) е цар на Гръко-бактрийското царство през 235 пр.н.е. - 200 пр.н.е.
Той произлиза от Магнезия и е сатрап на Согдиана. През 235 пр.н.е. той смъква Диодот II от трона и става цар.
През 206 пр.н.е. Антиох III го напада и двамата водят три години война. Накрая водят мирни преговори и Деметрий, син на Евтидем I, се жени за дъщерята на Антиох III.
Наследник на трона става синът му Деметрий I.